# 候播乃拖镇
候播乃拖镇（羅馬化：Hxobbu liettuo）是中华人民共和国四川省凉山彝族自治州美姑县下辖的一个乡镇级行政单位。原为候播乃拖乡。位于美姑县西部，距县城44公里，海拔1820米。

## 沿革
1956年置候市列拖乡，1968年更名为列拖乡，1974年改为列拖公社，1981年更名为候播乃拖公社，1984年置候播乃拖乡。2021年1月12日，撤销候播乃拖乡和苏洛乡，设立候播乃拖镇。以原候播乃拖乡和原苏洛乡所属行政区域为候播乃拖镇的行政区域。
彝语“候播”意为“桤木树”，而“乃”是“坎上”的意思，该地桤木多，故名。

## 行政区划
候播乃拖镇下辖以下地区：
候播乃拖村、纳举村、板诺洛村、洛沙村、瓦基村、瓦尼洛村、甘古村、阿毕乃乌村、红子莫村、巴千村、甘洛村、耿峨觉村和瓦古罗哈村。